# Andrei Spiridonow
Andrei Wladimirowitsch Spiridonow (russisch Андрей Владимирович Спиридонов; * 21. Mai 1982 in Ust-Kamenogorsk, Kasachische SSR) ist ein kasachischer Eishockeyspieler, der seit Anfang 2017 erneut bei Torpedo Ust-Kamenogorsk unter Vertrag steht und für dessen zweite Mannschaft in der kasachischen Meisterschaft spielt.    

## Karriere
Andrei Spiridonow begann seine Karriere als Eishockeyspieler in der Nachwuchsabteilung von Torpedo Ust-Kamenogorsk, für dessen zweite Mannschaft er zunächst bis 2000 in der Perwaja Liga, der dritten russischen Spielklasse, aktiv war. Anschließend spielte er für den Klub in der Kasachischen Meisterschaft, wobei er in der Saison 2000/01 mit Ust-Kamenogorsk erstmals den Meistertitel gewann. Die Saison 2002/03 verbrachte er bei deren Ligarivalen Jenbek Almaty. Von 2003 bis 2005 lief der Angreifer für Torpedo sowohl in Kasachstan, der Perwaja Liga, als auch der Wysschaja Liga auf und wurde 2004 und 2005 jeweils Kasachischer Meister. Zu Beginn der Saison 2005/06 wechselte der Stürmer zu Barys Astana wechselte, bei dem er ebenfalls sowohl in Kasachstan als auch der Wysschaja Liga spielte.
Nach weniger als einem Jahr kehrte Spiridonow im Sommer 2006 ein weiteres Mal zu Kaszink-Torpedo Ust-Kamenogorsk zurück, mit dem er in der Saison 2006/07 zum insgesamt vierten Mal Kasachischer Meister wurde und dazu als Topscorer und Spieler mit der besten Plus/Minus-Bilanz der Liga maßgeblich beitrug. Nachdem er die gesamte folgende Spielzeit für die Kasachen in der Wysschaja Liga verbracht hatte, in der er auch die Saison 2008/09 begann, erhielt der Linksschütze einen Vertrag bei seinem Ex-Klub Barys Astana aus der neu gegründeten Kontinentalen Hockey-Liga, für den er in der KHL und der kasachischen Meisterschaft spielte. Nachdem er in der Spielzeit 2011/12 leihweise beim HK Astana in der kasachischen Liga gespielt hatte, kehrte er zu Barys zurück und spielte dort überwiegend für die zweite Mannschaft (ab 2013 Nomad Astana genannt) um die kasachische Meisterschaft. 2014 kehrte er erneut zu seinem Stammverein nach Ust-Kamenogorsk zurück, wo er in der Wysschaja Hockey-Liga, der zweithöchsten russischen Spielklasse, auf dem Eis stand. Es folgten Stationen beim HK Beibarys Atyrau und dem HK Ertis Pawlodar, für die er jeweils in der kasachischen Meisterschaft spielte, ehe er Anfang 2017 zu Torpedo Ust-Kamenogorsk zurückkehrte.

### International
Mit dem kasachischen Nachwuchs nahm Spiridonow im Juniorenbereich an der U20-Junioren-Weltmeisterschaft 2001 in der Top-Division sowie der U20-Junioren-Weltmeisterschaft 2002 in der Division I teil. Im Seniorenbereich stand er im Aufgebot seines Landes bei den Weltmeisterschaften der Division I 2008, 2009, 2013 und 2015 sowie bei den Weltmeisterschaften der Top-Division 2006, 2010, 2012 und 2014 und bei der Qualifikation zu den Olympischen Winterspielen in Vancouver 2010.

## Erfolge und Auszeichnungen
- 2001 Kasachischer Meister mit Torpedo Ust-Kamenogorsk
- 2004 Kasachischer Meister mit Kaszink-Torpedo Ust-Kamenogorsk
- 2005 Kasachischer Meister mit Kaszink-Torpedo Ust-Kamenogorsk
- 2007 Kasachischer Meister mit Kaszink-Torpedo Ust-Kamenogorsk
- 2007 Top-Scorer und beste Plus/Minus-Bilanz der kasachischen Liga
- 2008 3. Platz beim IIHF Continental Cup mit Kaszink-Torpedo Ust-Kamenogorsk
- 2009 Aufstieg in die Top Division bei der Weltmeisterschaft der Division I, Gruppe A
- 2013 Aufstieg in die Top-Division bei der Weltmeisterschaft der Division I, Gruppe A
- 2015 Aufstieg in die Top-Division bei der Weltmeisterschaft der Division I, Gruppe A

## KHL-Statistik
(Stand: Ende der Saison 2012/13)